# 中共中央政治局九月会议
中共中央政治局九月会议是指1948年9月8日至13日在西柏坡召开的政治局扩大会议。

## 历史
九月会议是1947年3月中共中央撤离延安后召开的第一次政治局会议。
参加会议的政治局委员有：毛泽东、周恩来、朱德、刘少奇、任弼时、彭真、董必武，中央委员和候补中央委员有：聂荣臻、徐向前、饶漱石、曾山、邓小平、薄一波、邓颖超、廖承志、滕代远、叶剑英、贺龙、陆定一、刘澜涛。列席会议的重要人员有杨尚昆、李维汉、胡耀邦、傅钟、胡乔木、安子文、李涛、冯文彬、黄敬、李克农等。
会议总结检查过去时期党的工作，规定今后时期党的任务和奋斗目标。中心议题是“军队向前进，生产长一寸，加强纪律性”。毛泽东作了重要报告。会议明确提出建设500万人民解放军，歼灭国民党军500个旅（师），在大约5年左右的时间内(从1946年7月起)从根本上打倒国民党反动统治，解放全中国的战略任务。通过了《中共中央关于召开党的各级代表大会和代表会议的决议》，《关于各中央局、分局、军区、军委分会及前委会向中央请示报告制度的决议》。